# Emphysomera pallidapex
Emphysomera pallidapex là một loài ruồi trong họ Asilidae. Emphysomera pallidapex được Bigot miêu tả năm 1891.